# Казахська національна академія мистецтв
Казахська національна академія мистецтв імені Т. К. Жургенова (каз. Т. Қ. Жүргенов атындағы Қазақ ұлттық өнер академиясы) — вищий навчальний заклад в Алмати.

## Історія
Академія веде свою передісторію з 1955 року, коли народний артист КазРСР А. Т. Токпанов відкрив при Алма-атинській державній консерваторії імені Курмангази театральний факультет. На його базі у 1977 році був створений Алма-Атинський театрально-художній інститут. У 1978 році був здійснений перший набір студентів на театральний і художній факультети.
У 1982—1983 навчальному році в інституті навчалося 490 студентів, працювало 95 викладачів, у тому числі 5 професорів і докторів наук, 7 доцентів і кандидатів наук.
28 січня 1989 року інституту було присвоєно ім'я першого Народного комісара освіти Казахстану, що вніс величезний внесок у розвиток казахської культури та мистецтва, Темирбека Жургенова.
У 1993 році виш був перетворений в Казахський державний інститут театру і кіно імені Т. К. Жургенова, був організований факультет «Кіно і телебачення». 22 червня 1994 року була заснована Вища школа хореографії при КазДІТіК імені Т. К. Жургенова, згодом перетворена у факультет хореографії.
У 2000 році шляхом злиття Казахського державного інституту театру і кіно імені Т. Жургенова і Казахської державної художньої академії була створена Казахська державна академія мистецтв імені Т. К. Жургенова.
5 липня 2001 року Указом Президента Республіки Казахстан академії надано статус національного ВНЗ. Головний навчальний корпус академії розташований у колишньому будинку Раднаркому Казахської РСР, архітектор Гінзбург Мойсей Якович (1927—1930).

## Структура
1. Факультет театрального мистецтва
2. Факультет музичного мистецтва
3. Факультет хореографії
4. Факультет кіно і телебачення
5. Факультет мистецтвознавства
6. Факультет живопису, скульптури, дизайну та декоративно-прикладного мистецтва

Підготовку фахівців здійснюють 23 кафедри. 2008 року було відкрито відділ підвищення кваліфікації та перепідготовки кадрів. 2001 року до складу академії був включений Республіканський художній коледж та школа-інтернат (7-9 класи), яка забезпечує початкову художню підготовку. При академії також діє магістратура та докторантура PhD.
Професорсько-викладацький склад академії налічує понад 400 осіб, з яких 11 Народних артистів Казахстану, два Народних артиста СРСР, 15 лауреатів Державної премії Республіки Казахстан, 11 лауреатів премії «Тарлан», більше 40 докторів наук, 58 кандидатів наук.
В академії створено експериментальний молодіжний театр «Мен» (керівник Н. Жакипбай), лауреат Міжнародного та Республіканського фестивалів, у репертуар якого входять п'єси «Гамлет», «Пігмаліон», «Ревізор», «Король Лір», «Үшкір мүйізді бұзау», «Сәукелелі ақ тау», «Аққұс турали аңиз», «Қош бол, ақ кеме» та інші.

## Ректори
- 1975—1985 Джанисбаєва Р. А.
- 1987—1989 Кулбаєв А.
- 1989—1991 Сигай Ашірбек
- 1991—1994 Есмухан Обаєв[5]
- 1994—2000 Ібрагімов У. Ш.
- 2000—2008 Кишкашбаєв Т. А.
- 2008—2014 Арыстанбек Мухамедиулы
- 2014 Нусипжанова Бібігуль